# Inquérito do Senado dos Estados Unidos sobre o naufrágio do RMS Titanic

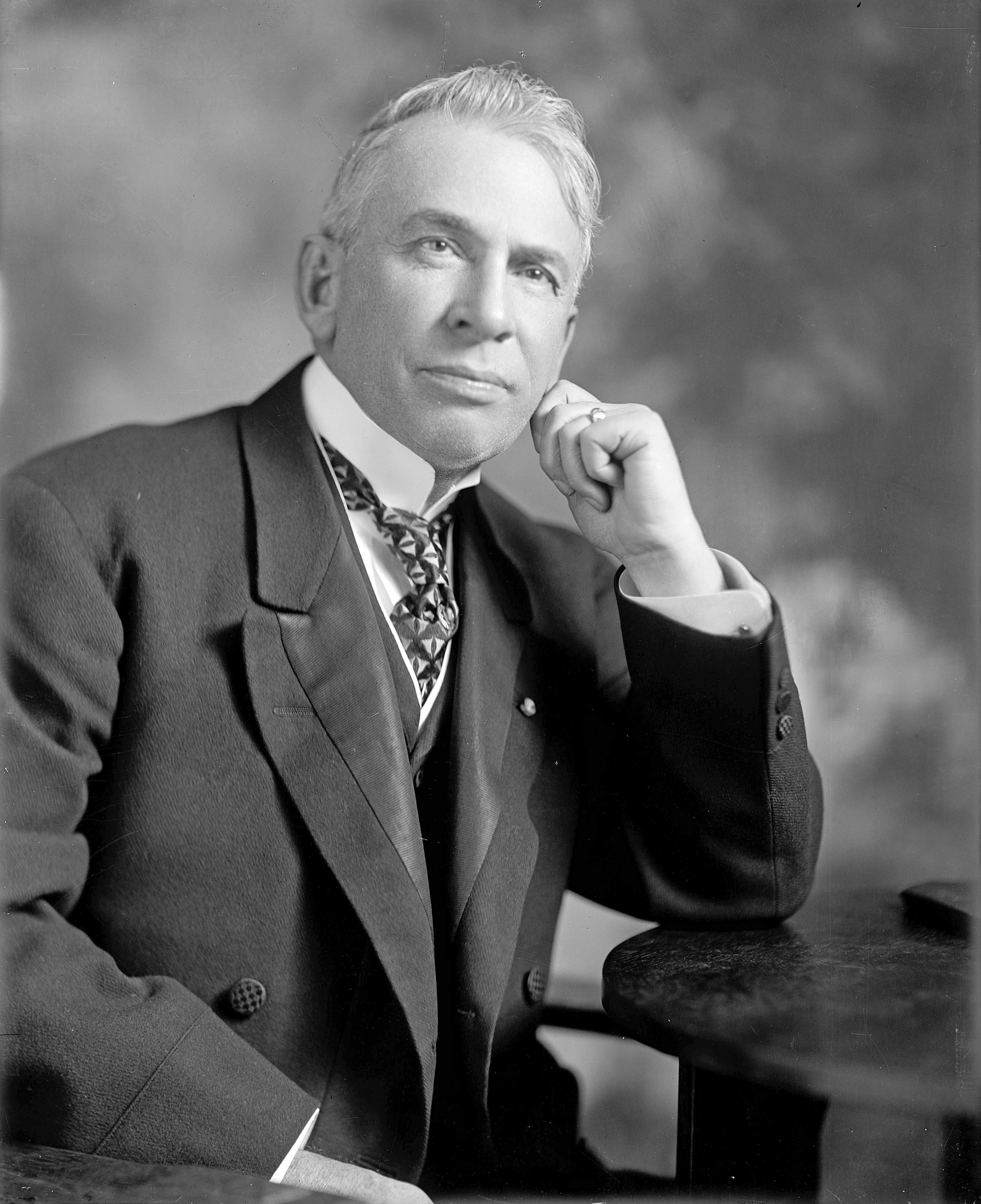
Senador William Alden Smith presidiu o inquérito.

O naufrágio do RMS Titanic em 15 de abril de 1912 resultou em um inquérito do Senado Americano. Presidido pelo Senador William Alden Smith, o inquérito foi um subcomitê do Comitê do Senado dos Estados Unidos sobre Comércio, Ciência e Transporte do Senado dos Estados Unidos. As audiências começaram em Nova Iorque em 19 de abril de 1912, posteriormente se mudando para Washington, D.C., sendo concluído em 25 de maio de 1912 de volta à cidade de Nova Iorque.
Houve um total de 18 dias de investigação oficial. Smith e outros sete senadores questionaram passageiros e tripulantes sobreviventes e aqueles que ajudaram nos esforços de resgate. Mais de 80 pessoas deram seus testemunhos ou depoimentos juramentados. Os assuntos cobertos incluíam as advertências de gelo recebidas, o número inadequado de botes salva-vidas, o manuseio do navio e sua velocidade, as chamadas de socorro do Titanic e a maneira como o navio foi evacuado.
O relatório do subcomitê foi apresentado ao Senado dos Estados Unidos em 28 de maio de 1912. Suas recomendações, juntamente com as do inquérito Britânico que foi concluído alguns meses depois, levou às mudanças nas práticas de segurança que se seguiram ao desastre.

## História
O naufrágio do RMS Titanic, um transatlântico de passageiro de propriedade e operado pela White Star Line, ocorreu nas primeiras horas de 15 de abril de 1912 quando o navio estava em sua viagem inaugural de Southampton, Reino Unido, para a cidade de Nova Iorque, Estados Unidos. O naufrágio foi causado por uma colisão com um iceberg no Atlântico Norte, por volta de 700 milhas náuticas à oeste de Halifax, Nova Escócia. Mais de 1500 passageiros e tripulação morreram e em torno de 710 sobreviventes foram resgatados dos  botes salva-vidas pelo RMS Carpathia poucas horas depois. Havia confusão tanto nos Estados Unidos quanto no Reino Unido sobre a extensão do desastre, com alguns jornais a princípio noticiando que o navio e os passageiros e tripulação estavam salvos. Quando o Carpathia chegou em Nova Iorque, ficou claro que o Titanic, com fama de ser inafundável, afundou e muitos morreram. Inquéritos oficiais foram criados em ambos os países para investigar as circunstâncias do desastre.

## Formação

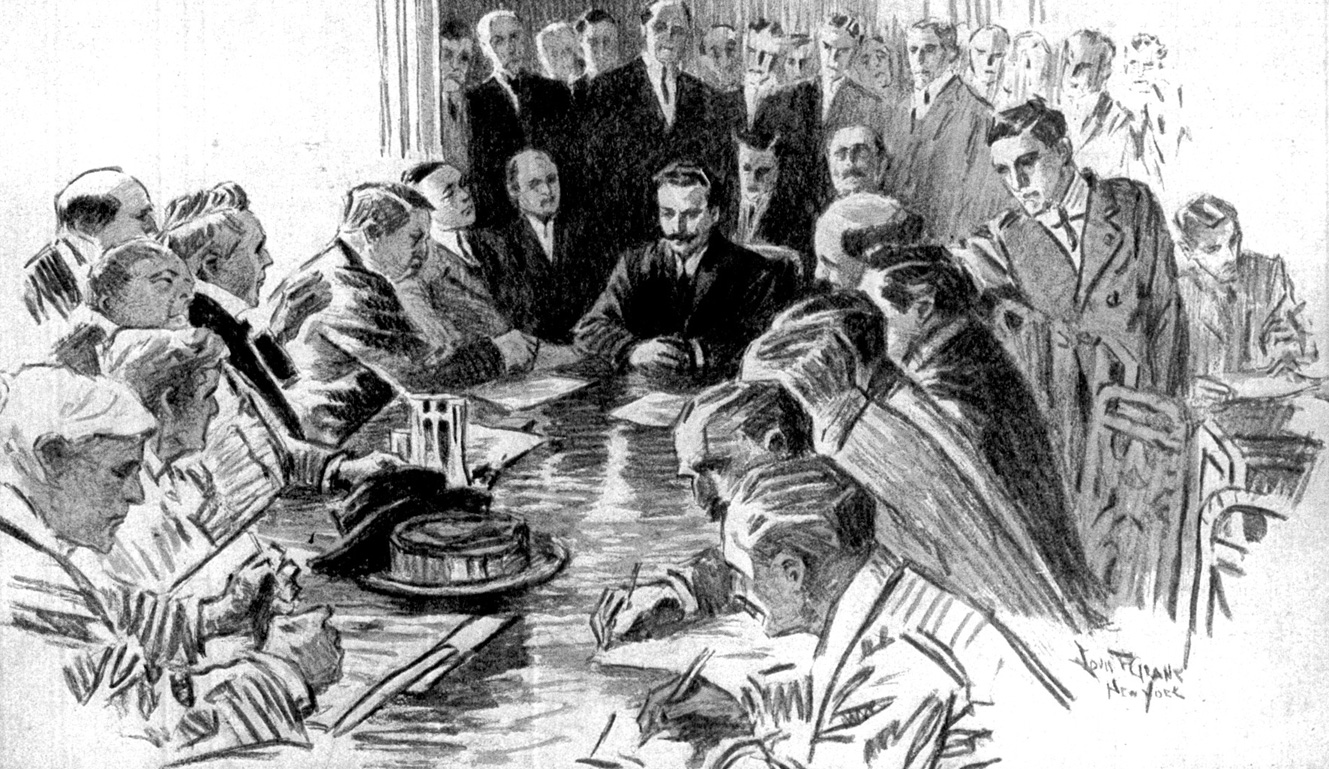
O dia de abertura do inquérito no Hotel Waldorf-Astoria em Nova Iorque, com J. Bruce Ismay sendo questionado.

Quando a notícia do desastre chegou ao Senador William Alden Smith, ele viu uma oportunidade de estabelecer um inquérito para investigar questões de segurança marítima. Smith, que era um Senador Republicano por Michigan, investigou previamente questões de segurança ferroviária e patrocinou muitos dos regulamentos de segurança e operação aprovados pelo Congresso para guiar as operações da indústria ferroviária americana. Ele percebeu a necessidade de um inquérito dos EUA o  mais rápido possível antes que os passageiros sobreviventes e a tripulação se dispersassem e voltassem para suas casas. Primeiro tentou entrar em contato com o presidente dos EUA William Howard Taft, mas foi lhe dito pelo secretário do Presidente que nenhuma ação era planejada.
Apesar disso, Smith tomou a iniciativa e, em 17 de abril de 1912, dirigiu-se ao Senado e propôs uma resolução que concederia ao Comitê de Comércio poderes para estabelecer uma audiência para investigar o naufrágio. A resolução de Smith passou e o Senador Knute Nelson, presidente do Comitê de Comércio, nomeou Smith como presidente de um subcomitê para realizar as audiências. No dia seguinte, Smith encontrou-se com o Presidente Taft, que acabara de receber a notícia de que seu amigo e assessor militar Archibald Butt não estava na lista de sobreviventes. Taft e Smith providenciaram medidas adicionais relacionadas ao inquérito, incluindo uma escolta naval para o Carpathia para garantir que ninguém deixasse o navio antes de atracar.
Naquela tarde, Smith, e o Senador membro do subcomitê, Francis G. Newlands, e outros oficiais, viajaram de trem para Nova Iorque, planejando chegar a tempo de encontrar o Carpathia assim que atracasse na noite de 18 de abril de 1912. Já se sabia que J. Bruce Ismay, o presidente e diretor administrativo da White Star Line havia sobrevivido, e a intenção era citar Ismay e os oficiais e tripulantes sobreviventes, exigindo que eles permanecessem nos Estados Unidos e testemunhassem no inquérito. Smith e seus colegas embarcaram no Carpathia e informaram   Ismay que ele seria obrigado a testemunhar perante o subcomitê na manhã seguinte. As audiências começaram em 19 de abril de 1912 no Hotel Waldorf-Astoria, Nova Iorque, e posteriormente se mudando para Washington, D.C., onde usaram o prédio do Russell Senate Office Building.

## Comitê
Sete senadores atuaram no subcomitê, com três republicanos e três democratas além de Smith como presidente. Os outros seis senadores eram Jonathan Bourne (Republicano, Oregon), Theodore E. Burton (Republicano, Ohio), Duncan U. Fletcher (Democrata, Flórida), Francis G. Newlands (Democrata, Nevada), George Clement Perkins (Republicano, Califórnia) e Furnifold McLendel Simmons (Democrata, Carolina do Norte). A composição do subcomitê foi cuidadosamente escolhida para representar as alas conservadora, moderada e liberal dos dois partidos.
Os questionamentos foram realizados por vários membros do comitê em diferentes momentos, ao invés de todos os sete senadores estarem presentes em todos os momentos. No entanto, o trabalho do comitê foi dominado por Smith, que conduziu pessoalmente o questionamento de todas as principais testemunhas.  Isso causou alguma tensão entre os membros da comissão e fez dele alvo de inimigos, pois foi interpretado como uma tentativa de aproveitar os holofotes. Isso fez com que alguns membros do comitê comparecessem às audiências com pouca freqüência, pois havia pouco para eles fazerem.

## Depoimentos

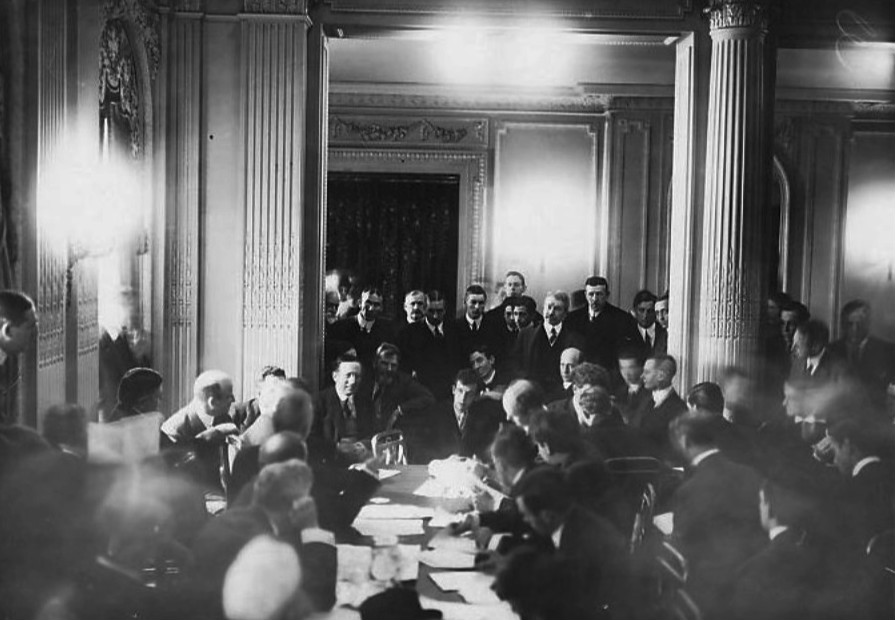
Harold Bride (centro, na ponta da mesa) testemunhando perante a comissão americana de inquérito, 25 de maio de 1912.

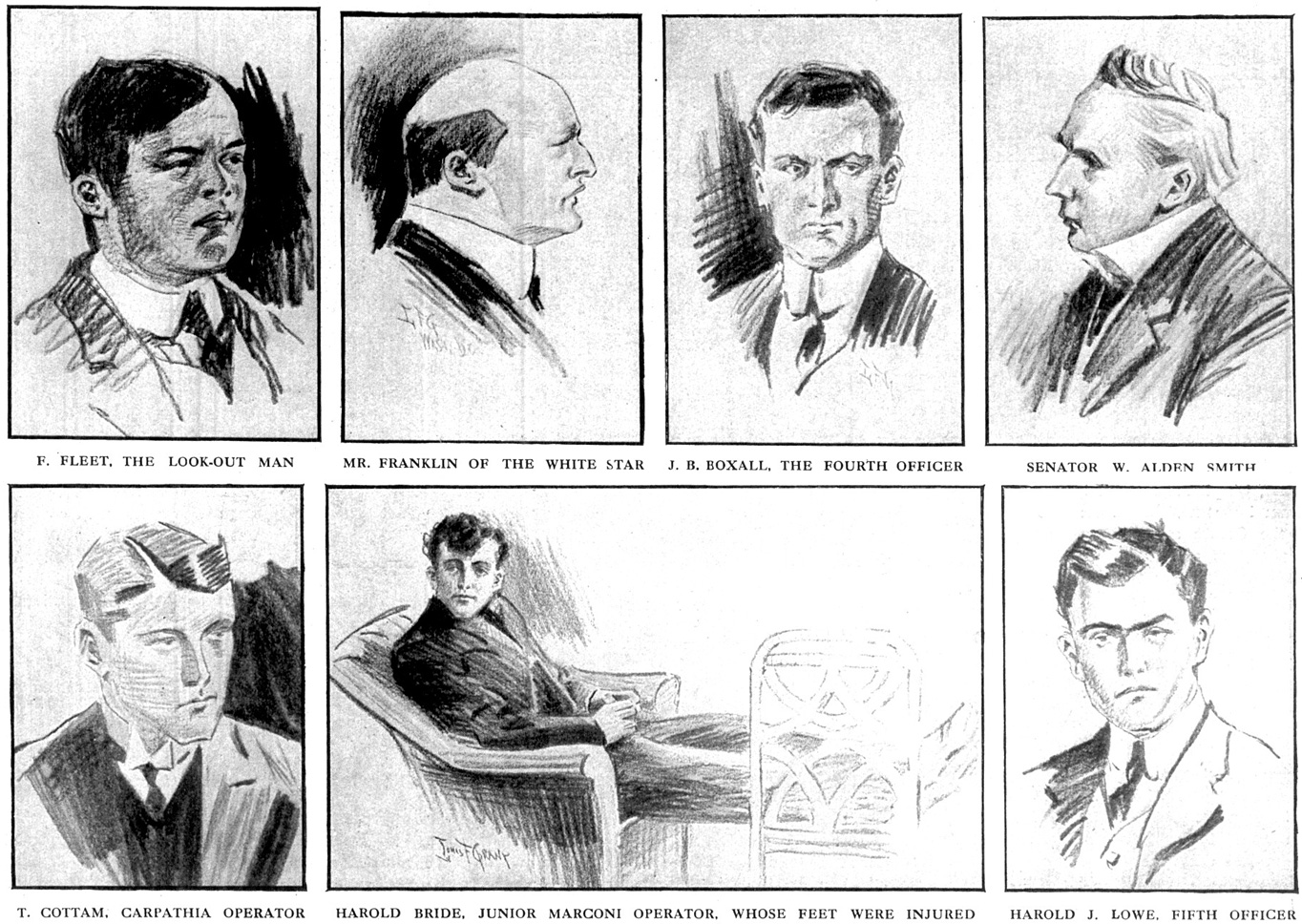
Testemunhas no inquérito do Senado.

Durante 18 dias de investigações oficiais (pontuadas por recessos), depoimentos foram tomados de mais de 80 testemunhas. Estes incluíam passageiros e tripulantes sobreviventes, bem como capitães e tripulantes de outros navios nas proximidades, testemunhas especialistas e vários oficiais e outros envolvidos na recepção e transmissão das notícias do desastre. As evidências apresentadas variaram de depoimentos falados e questionamentos, à deposição de correspondências. Os assuntos cobertos incluíram as advertências de gelo recebidas, o número inadequado (mas legal) de botes salva-vidas, o manuseio do navio e sua velocidade, chamadas de socorro do Titanic, e a maneira como o navio foi evacuado.
Oficiais, tripulação e passageiros sobreviventes que foram interrogados ou forneceram provas incluíram J. Bruce Ismay (que foi o primeiro a ser questionado); o oficial de mais alta patente, Charles Lightoller (Segundo Oficial no  Titanic); o vigia que soou o alarme, Frederick Fleet; o operador de rádio telégrafo sobrevivente, Harold Bride; e o passageiro da Primeira Classe Archibald Gracie IV. Aqueles que testemunharam entre os capitães e tripulantes de outros navios incluíram Arthur Rostron (Capitão do Carpathia), Harold Cottam (operador de rádio sem fio do   Carpathia), Stanley Lord (Capitão do SS Californian), e Herbert Haddock (Capitão do RMS Olympic). Testemunhas especializadas, falando de assuntos como comunicações de rádio, formação de icebergs e reportagens para jornais, incluíram Guglielmo Marconi (Presidente da Companhia Marconi), George Otis Smith (Diretor do Serviço Geológico dos Estados Unidos), e Melville Elijah Stone (Gerente Geral da Associated Press).
Outros chamados para dar depoimento incluem Phillip A. S. Franklin, vice-presidente da International Mercantile Marine Co., o consórcio liderado por  J. P. Morgan que controlava a White Star Line. O inquérito foi concluído com Smith visitando o navio irmão do Titanic, o Olympic no porto de Nova Iorque em 25 de maio de 1912, onde ele entrevistou algums membros da tripulação e inspecionou o sistema de portas e anteparas estanques do navio, que era idêntico ao do Titanic.

## Relatório e conclusões
O relatório final foi apresentado ao Senado dos Estados Unidos em 28 de maio de 1912. Tinha dezenove páginas, com 44 páginas de exposições, e resumiu 1.145 páginas de depoimentos e declarações. Suas recomendações, juntamente com as do inquérito Britânico que foi concluído em 3 de julho de 1912, levaram à muitas mudanças nas práticas de segurança que se seguiram ao desastre. As principais conclusões do relatório foram:
- A falta de preparativos de emergência deixou os passageiros e a tripulação do Titanic em "estado de absoluto despreparo", e a evacuação foi caótica: "Nenhum alarme geral foi dado, nenhum oficial do navio foi formalmente preparado, nenhuma rotina ordenada foi tentada ou um sistema organizado de segurança iniciado."
- Os equipamentos de salvamento e resgate do navio não foram devidamente testados.
- O capitão do Titanic, Edward Smith, tinha mostrado uma "indiferença ao perigo [que] foi uma das causas diretas e contribuintes desta tragédia desnecessária."
- A falta de botes salva-vidas foi culpa da Junta de Comércio Britânica, "cuja negligência de regulamentação e apressada inspeção está em grande parte em dívida com o mundo por esta horrível tragédia."
- O SS Californian tinha estado "muito mais próximo [do Titanic] do que o capitão está disposto a admitir" e o governo britânico deve tomar "medidas drásticas" contra ele por suas ações.
- J. Bruce Ismay não ordenou que o capitão Smith ganhasse velocidade extra, mas a presença de Ismay a bordo pode ter contribuído para a decisão do capitão de fazê-lo.
- Os passageiros da terceira classe não tinham sido impedidos de chegar aos botes salva-vidas, mas em muitos casos não haviam percebido até que fosse  tarde demais que o navio estava afundando.[25]

O relatório criticava fortemente as práticas marítimas estabelecidas e os papéis que os construtores, proprietários, oficiais e tripulantes do Titanic haviam desempenhado contribuindo para o desastre. Destacou a arrogância e a complacência que prevaleceram a bordo do navio e, mais genericamente, na indústria naval e na Junta Comercial Britânica. No entanto, não considerou a IMM ou a White Star Line negligente sobre as  leis marítimas existentes, uma vez que tinham apenas seguido a prática padrão, e o desastre só poderia ser classificado como um "ato Divino".
O Senador Smith fez uma série de recomendações para novas regulamentações a serem impostas às embarcações de passageiros que desejam usar os portos americanos:
- Os navios devem desacelerar ao entrar em áreas conhecidas por ter gelo à deriva e devem colocar vigias extras.
- Mensagens de navegação devem ser trazidas prontamente para a ponte e divulgadas conforme necessário.
- Deve haver botes salva-vidas suficientes para todos a bordo.
- Todos os navios equipados com aparelhos sem fio devem manter a comunicação a qualquer hora do dia ou da noite.[28]
- Novos regulamentos eram necessários para guiar o uso da radiotelegrafia.
- Treinamento adequados com os botes deveriam ser realizados para os passageiros.
- Os foguetes só devem ser disparados por navios no mar como sinais de socorro e não para outros fins.[24]

A apresentação do relatório dos EUA foi acompanhada por dois discursos, um de Smith e um de Senador Isidor Rayner (Democrata, Maryland). No final do seu discurso, Smith declarou: 
A calamidade pela qual acabamos de passar deixou vestígios de tristeza em toda parte; corações foram despedaçados e profunda angústia...; a arte tipificará com mão de mestre sua pródiga contribuição ao mar; soldados do estado e mestres do comércio receberão a homenagem que é honestamente  devido; colinas serão fissuradas em busca de mármore branco suficiente para simbolizar esses atos heroicos, e, onde o parentesco é o único vínculo que liga os humildes aos modestos lares destituídos de filho ou mãe ou pai, pequenos grupos de parentes contarão, em volta da fogueira da cozinha, os traços da simpatia humana naqueles que afundaram com o navio. Estas são as imagens escolhidas na casa do tesouro das afeições, mas mesmo estas desaparecerão às vezes; o mar é o lugar permanentemente para honrar nossos mortos; esta deve ser a ocasião para um novo nascimento de vigilância, e as futuras gerações devem dar a este evento um motivo de coroamento para coisas melhores.

As palavras finais de Rayner foram aplaudidas pelos senadores reunidos: 
Os sons daquele inspirador réquiem que vibravam sobre o oceano foram afogados nas águas profundas,os instrumentos que deram nascimento a eles são silenciados como as harpas foram silenciadas no salgueiro, mas se a melodia que foi ensaiada só pudesse reverberar por esta terra "Mais perto quero estar", e seus ecos poderiam ser ouvidos nessas salas de legislação, e em todos os lugares onde nossos governantes e representantes julgam e promulgam e administram leis, e em todas as casas e lareiras, das mansões dos ricos às cabanas e choupanas dos pobres, e se pudéssemos sentir que há uma lei divina de obediência e de ajustamento, e de compensação que deve exigir nossa lealdade, muito acima das leis que formulamos nesta presença, então, da escuridão destas horas terríveis, passaremos para o alvorecer de um culto superior e de um dia melhor, e então, Sr. Presidente, as vidas que caíram nesta fadada noite não foram em vão.
Smith propôs três resoluções: uma resolução conjunta com a Câmara dos Representantes para premiar com a Medalha de Ouro do Congresso o Capitão Rostron do Carpathia; um projeto de lei para reavaliar a legislação marítima existente; e outra resolução conjunta para estabelecer uma comissão para investigar as leis e regulamentos sobre a construção e equipamentos de embarcações marítimas. As recomendações do relatório sobre a regulamentação da telegrafia sem fio foram implementadas na forma do Lei do Rádio de 1912, que determinava que todas as estações de rádio dos EUA fossem licenciadas pelo governo federal, assim como determinava que as embarcações estivessem continuamente monitorando frequências de socorro. O existente Wireless Ship Act of 1910 também foi alterado adicionando novos regulamentos que guiariam a forma como a telegrafia sem fio a bordo de navios seria gerenciada.

## Reações

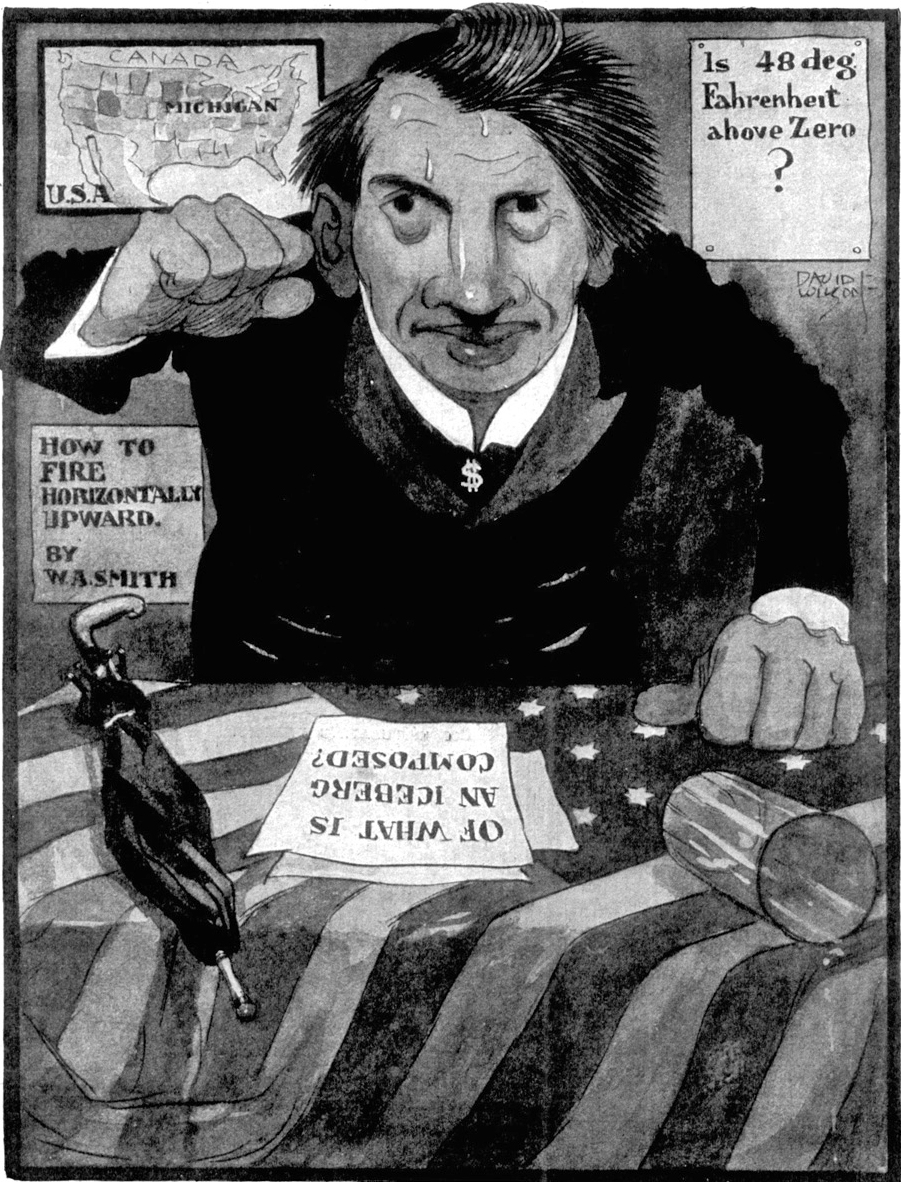
"A importância de ser cuidadoso", desenho satírico de David Wilson atacando a presidência de Smith sobre o inquérito.

O inquérito foi fortemente criticado na Grã-Bretanha, tanto por sua conduta quanto pelo estilo de questionamento de Smith, que em certa ocasião peruntou ao Quinto Oficial Harold Lowe do que um iceberg era feito (a resposta de Lowe foi "Gelo, eu suponho, senhor"). Embora o Titanic fosse  (indiretamente) de propriedade de um consórcio americano, a International Mercantile Marine, o inquérito foi visto como um ataque à indústria naval britânica e uma afronta à honra britânica. O subcomitê foi criticado por ter a audácia de intimar indivíduos britânicos, enquanto o próprio Smith foi ridicularizado por sua aparente ingenuidade. Ele se tornou o alvo de piadas e recebeu o apelido de "Watertight" Smith. O principal espaço musical de Londres, o Hippodrome, ofereceu-lhe $50.000 para se apresentar no palco sobre qualquer assunto que ele gostasse (uma oferta que não foi aceita) e a imprensa zombou de Smith implacavelmente como um tolo, um ignorante e um idiota. Uma canção satírica da época dizia:

Sou o Senador Smith dos EUA,

Senador Smith, sou eu!

Um grande problema no caminho do inquérito,

Senador Smith, sou eu!

Você será corrigido se inferir

Eu sou um palavrão de um personagem de ferro fundido.

Quando eu digo que uma coisa tem que ser,

Aquela coisa é tão boa quanto feita, sabe?

Eu vou fazer perguntas e descobrir alguns

Se eu sentar aqui até o reino vir –

Sou eu!

Senador Smith dos EUA.

Muitos jornais publicaram caricaturas editoriais que retratam Smith em termos pouco favoráveis, como a ilustração do cartunista irlandês David Wilson de "A importância de ser cuidadoso", publicado pelo jornal The Graphic. Tais visões cruzaram as divisões partidárias e de classe. O Morning Post afirmou que "um estudante coraria com a ignorância do Sr. Smith" enquanto o Daily Mirror o denunciou por ter "se feito de ridículo aos olhos dos marinheiros britânicos. Marinheiros britânicos sabem alguma coisa sobre navios. O Senador Smith não." O The Graphic alegou que o Senador tinha "deixado o mundo inteiro rindo pela terrível ignorância revelada por [suas] perguntas"." O Daily Telegraph sugeriu que a investigação foi fatalmente falha, empregando não-especialistas, o que "ilustrou efetivamente a incapacidade da mente leiga de compreender o problema da navegação marítima". Preocupações semelhantes foram expressas pelo Daily Mail, que reclamou que "não tem conhecimento técnico, e seus procedimentos ... mostra falta de familiaridade com assuntos náuticos e com o mar". Os próprios antecedentes de Smith atraíram a ridicularização; o Daily Express o chamou de "um interiorano de Michigan", que o jornal caracterizou como um estado "povoado por cangurus e por caubóis com um conhecimento íntimo de escunas da pradarias como o único tipo de barco". Seu discurso de encerramento para o Senado foi alvo de críticas particularmente duras da imprensa britânica, que o chamou de "bombástico", "grotesco" e "uma diatribe violenta e irracional".
O governo britânico também foi hostil ao inquérito. Sir Edward Grey, Secretário de Estado, falou de seu desprezo pela maneira como o senador colocou a culpa de forma "denunciativa" sobre as regulamentações inadequadas implementadas pela Junta de Comércio Britânico. O embaixador britânico nos Estados Unidos, James Bryce, exigiu que o Presidente Taft dissolvesse o comitê e se recusasse a reconhecer sua jurisdição.
Alguns escritores britânicos, no entanto, aplaudiram o inquérito. G. K. Chesterton contrastou o objetivo americano de abertura máxima com o que ele chamou de o "mal nacional" da Grã-Bretanha, que ele descreveu como sendo "abafar tudo"; é para amortecer tudo; é deixar o assunto inacabado, deixar toda enormes perguntas sem respostas." Ele argumentou que "não importa muito se o senador Smith conhece os fatos; o que importa é se ele está realmente tentando descobri-los." O Review of Reviews, cujo fundador William Stead estava entre as vítimas do desastre, declarou: "Nós preferimos a ignorância do senador Smith ao conhecimento do Sr. Ismay. Os especialistas nos disseram que o Titanic era inafundável – nós preferimos a ignorância a tal conhecimento!"
A reação americana também foi geralmente positiva. O New York Herald publicou um editorial de apoio comentando: "'Nada foi mais compreensivo, mais gentil em seu sentido mais elevado do que a conduta da investigação pelo comitê do Senado, e mesmo assim os magnatas auto-complacentes na Inglaterra chamam isso de impertinente... Este país pretende descobrir por que tantas vidas americanas foram desperdiçadas pela incompetência dos marinheiros britânicos, e por que mulheres e crianças foram mortas enquanto muitos tripulantes britânicos foram salvos." A imprensa americana saudou as descobertas de Smith e aceitou suas recomendações, elogiando o senador por estabelecer os principais fatos do desastre.